# Sutton (Londres)
 (juillet 2018).
Si vous disposez d'ouvrages ou d'articles de référence ou si vous connaissez des sites web de qualité traitant du thème abordé ici, merci de compléter l'article en donnant les références utiles à sa vérifiabilité et en les liant à la section « Notes et références ».
Pour les articles homonymes, voir Sutton.

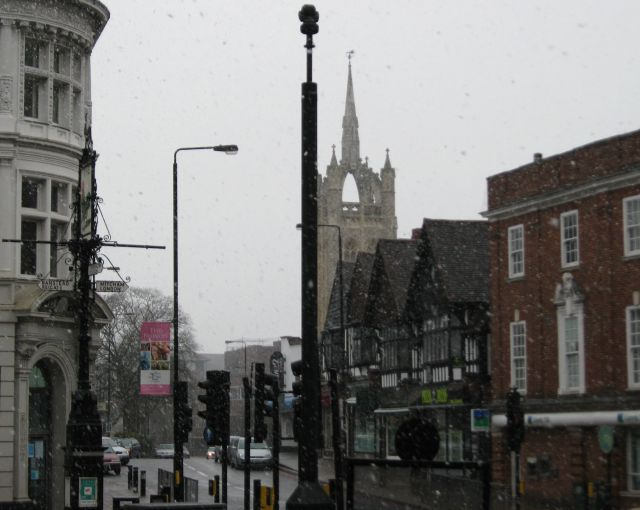
La ville de Sutton

Sutton  est la ville principale du borough londonien de Sutton, dans la banlieue sud-ouest de Londres.

## Personnalité
- August Dupré (1835-1907), chimiste, y est mort[1].
- James Cracknell (1972-), double champion olympique d'aviron[2].
- Jack Draper (2001-), joueur de tennis britannique[3].